# Misano Adriatico
Misano Adriatico (Misên in romagnolo) è un comune italiano di 14 174 abitanti della provincia di Rimini in Emilia-Romagna.

## Geografia fisica

### Territorio
Il comune si sviluppa su una superficie di 22,4 km² tra la linea di costa Adriatica a nord-est, il corso del fiume Conca a sud-est che lo separa da Cattolica e San Giovanni in Marignano, il territorio di San Clemente e Coriano a sud-ovest ed il territorio di Riccione a nord-ovest. Da quest'ultimo comune è separato da corsi d'acqua quali il fosso Raibano, la Fossa ed il rio Alberello (i cui affluenti sono il rio Gorguccia ed il rio del Fossetto) che nasce nella frazione di Scacciano. Il territorio comprende nell'entroterra un'oasi naturalistica sul fiume Conca. Le altitudini sul livello del mare variano da un minimo di 1 m ad un massimo di 167 m nei pressi di monte Annibolina per un'altitudine media di 49 m. Il centro abitato antico, Misano Monte, a 97 m, comprende la chiesa dedicata al patrono San Biagio; si colloca su una collina intagliata a nord dal rio Pancione ed a sud dal rio del Pozzetto, che confluiscono sulla sinistra nel rio dell'Agina.

### Clima
- Classificazione climatica: zona E, 2137 GR/G

## Storia
La presenza umana nel territorio di Misano risale al Neolitico. Appartengono a quest'epoca i manufatti ritrovati nel sottosuolo durante gli scavi per la costruzione dell'Autodromo di Santa Monica. I reperti sono conservati nel Museo della Città di Riccione.
Quando i romani occuparono la zona, collegarono con una strada la città di Rimini con i territori già conquistati . Vi sono tracce di insediamenti nelle zone dell'Agina, Santa Monica e Belvedere. 
La prima notizia scritta su un insediamento medievale nel territorio riguarda la costruzione nel 997 della Pieve di San Biagio o Sant'Erasmo, una delle più antiche della zona e tuttora esistente. La giurisdizione della pieve confinava con quelle di San Giorgio in Conca, Saludecio, San Savino, San Lorenzo in Strada e si estendeva soprattutto sulla zona compresa fra le ultime colline alla sinistra del Conca e la foce del fiume. Attorno alla pieve nacque il nucleo abitativo che divenne Misano Monte. Dal 1295 e 1528 il borgo fu sotto il dominio dei Malatesta che vi edificarono un castello di cui restano oggi solo l'arco d'accesso e parte della torre (che venne poi riprodotta nello stemma). Successivamente, a seguito della decadenza della dinastia Malatestiana, entrò a far parte dello Stato Pontificio fino all'unità d'Italia. Nel 1511 viene riconosciuto come Comune autonomo; il territorio fu ricavato dal comune di San Clemente. Nel 2011 si sono celebrati i 500 anni dalla fondazione.
Dopo il 1511 il Comune di Misano perdette più volte l'autonomia amministrativa per motivi finanziari. In quelle circostanze Misano venne annessa a uno dei comuni limitrofi, fino a quando non riconquistò l'autonomia nel 1827 distaccandosi da San Giovanni in Marignano. Rischiò di perderla nuovamente nel 1935 a vantaggio di Cattolica, che richiedeva l'annessione del territorio misanese (soprattutto dell'arenile) per il proprio sviluppo turistico. La richiesta fu respinta anche per intervento di Benito Mussolini, e fu emanato nel 1938 un provvedimento col quale venne modificato il nome da Misano in Villa Vittoria (la cui origine risaliva al 1862) per assumere, poi, l'attuale di Misano Adriatico.
Dopo il secondo conflitto mondiale venne avviata la ricostruzione, con lo sviluppo turistico che portò nel 1949 al trasferimento della sede comunale da Misano Monte all'odierna zona rivierasca.
Nella toponomastica una particolarità è la denominazione di diversi sobborghi con nomi di stati latinoamericani. Questo ha fatto seguito al ritorno in patria di cittadini misanesi che erano emigrati in cerca di fortuna nell'Ottocento. Essi costituirono piccole comunità sul territorio, caratterizzando quartieri che oggi sono centri residenziali importanti come Misano Brasile (lungo la costa al confine con Riccione), Villaggio Argentina (nell'entroterra al confine con Riccione). Altri due piccoli centri sono il Canadà (lungo il Fiume Conca, tra le frazioni di Le Casacce e Belvedere), l'Uruguay ed il Paraguay (nelle vicinanze della frazione di Portoverde).
Da allora Misano vide una notevole crescita di popolazione. Oggi è annoverata fra le località balneari di rilievo della riviera romagnola. 
Le più importanti strutture, costruite nel dopoguerra, sono: il porto turistico di Portoverde (1963), il circuito motociclistico Misano World Circuit (ex-Circuito Internazionale Santamonica, costruito nel 1972), lo stadio comunale Santamonica (1993) e i rinnovati arredi urbani della centrale via Repubblica (2000) e del lungomare (2004) realizzati con la consulenza dell'architetto Paolo Portoghesi. L'elemento dominante di questo arredo urbano è il mare, ripreso in varie figurazioni anche con mosaici e fontane. Nel 2011 sono stati inaugurati un nuovo tratto dell'arredo urbano del lungomare nella zona nord fino al confine con il comune di Riccione e il Parco del Sole nella frazione di Misano Brasile.

### Stemma
La torre e la stretta di mano simboleggiano la concordia scesa tra le varie frazioni che hanno deciso di unirsi sotto un'unica torre, appunto quella del comune. 

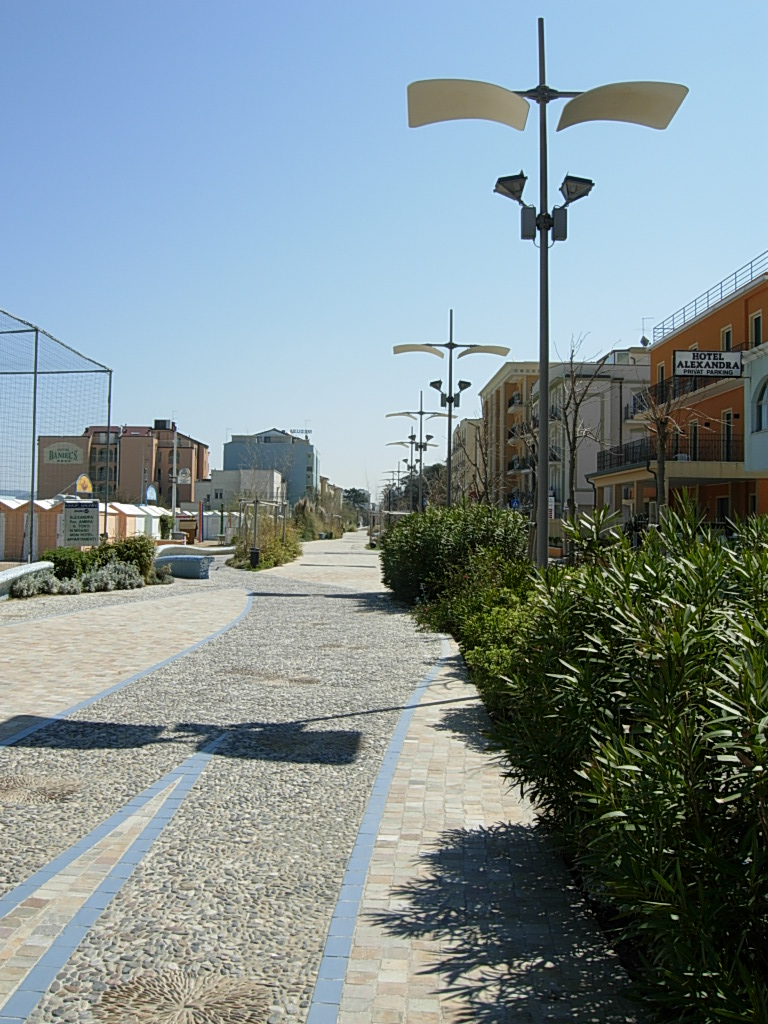
Tratto sud del lungomare

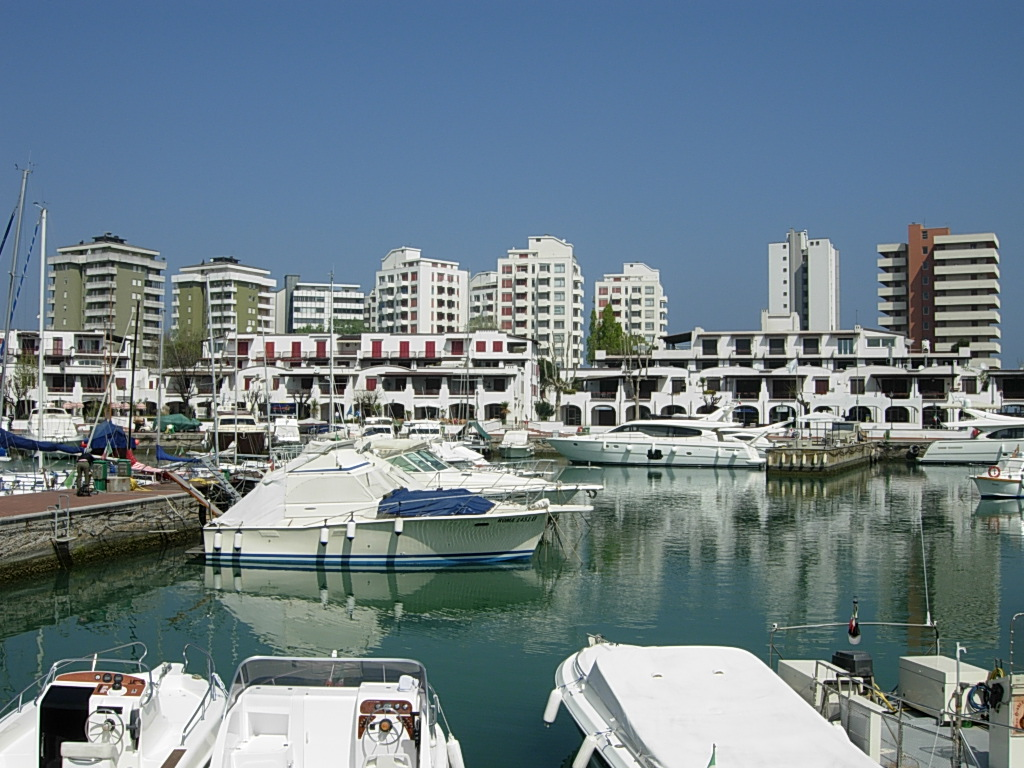
Portoverde

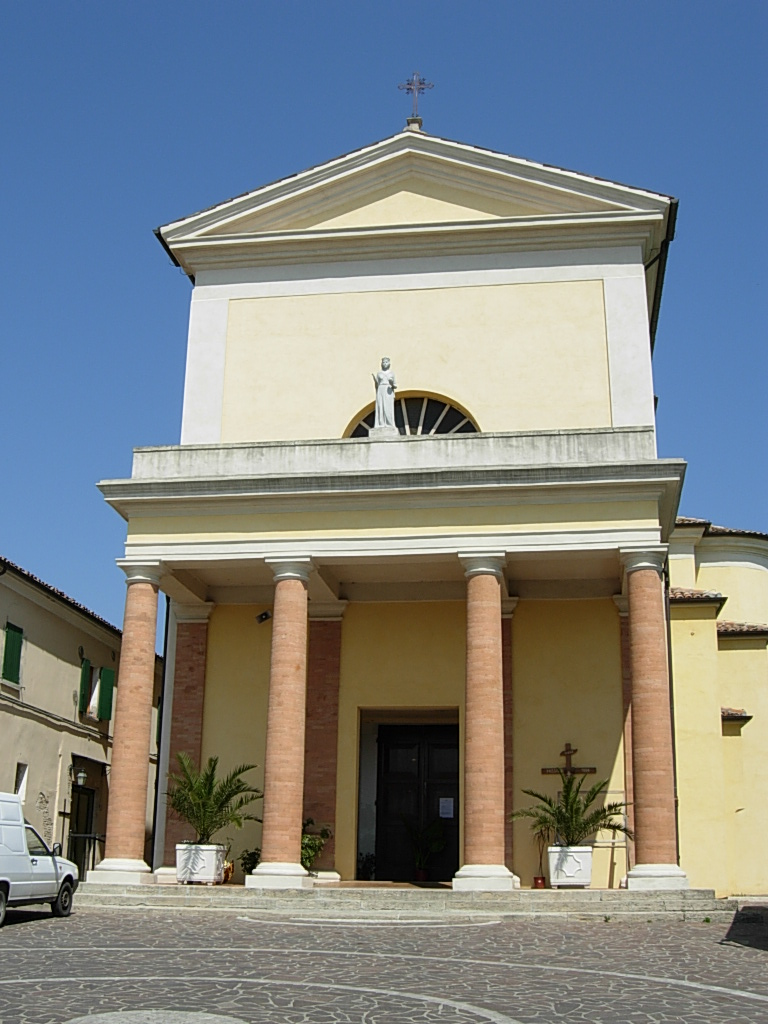
Chiesa dei Santi Biagio ed Erasmo a Misano Monte

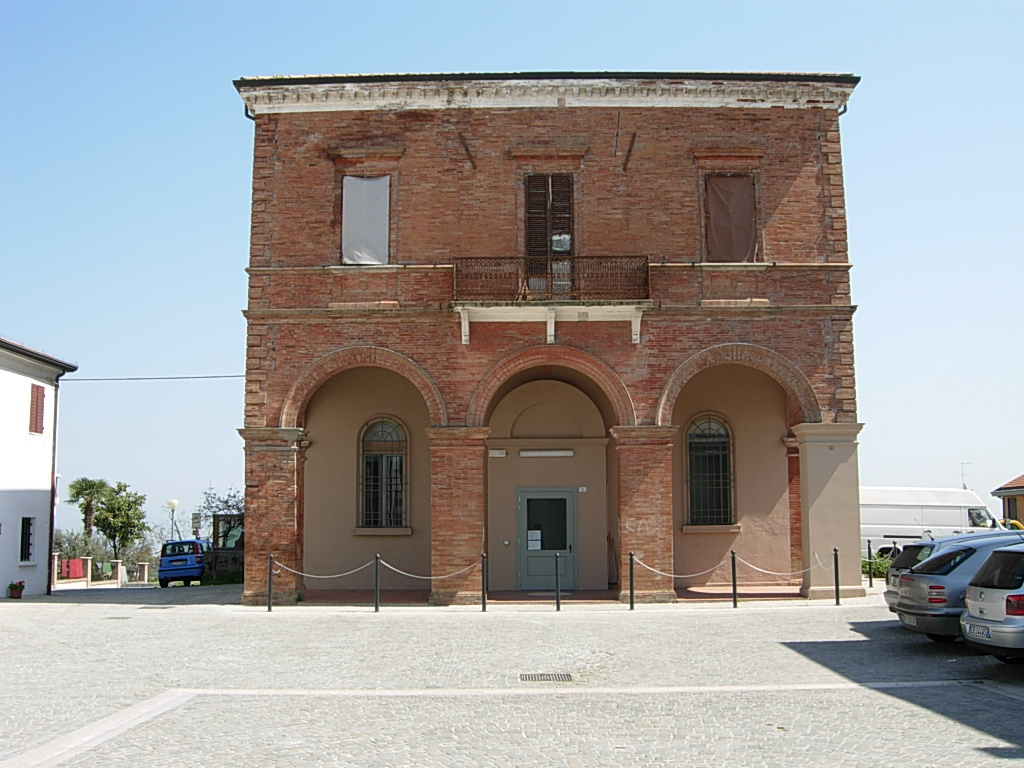
Vecchio municipio a Misano Monte

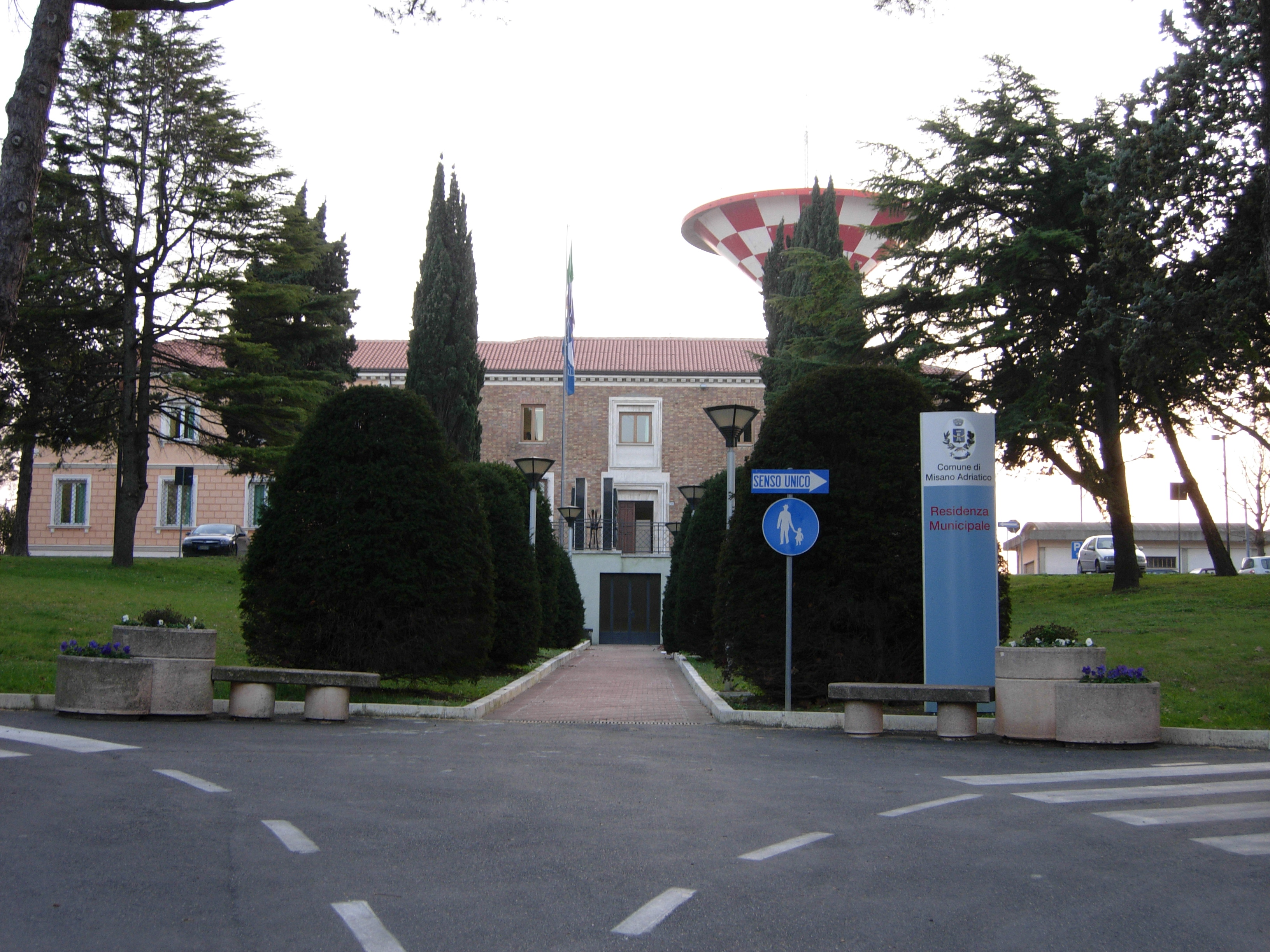
Residenza municipale in via Repubblica

## Monumenti e luoghi d'interesse
- Chiesa dei Santi Biagio ed Erasmo: è la chiesa parrocchiale di Misano Monte, dedicata al patrono San Biagio;
- Chiesolina dell'Agina. Oratorio agostiniano situato sul poggio dell'omonimo rio. Edificato presumibilmente su una costruzione romana, ha subito molte modificazioni nel tempo. Dopo il terremoto del 1786, venne ricostruita grazie ai Cavalieri di Malta. Di mattoni a vista, la facciata è impreziosita da un elegante e semplice campanile a vela. Per secoli ha ospitato il Crocifisso dell’Agina, opera d'arte della scuola riminese della prima metà del Trecento che ora si può ammirare sull'altare maggiore della chiesa di Misano Adriatico[9].

## Società

### Evoluzione demografica
Abitanti censiti

### Etnie e minoranze straniere
Secondo i dati ISTAT al 31 dicembre 2009 la popolazione straniera residente era di 1.165 persone.
Le nazionalità maggiormente rappresentate in base alla loro percentuale sul totale della popolazione residente erano:
- Albania 463 3,81%
- Romania 149 1,23%

## Cultura

### Biblioteche
La Biblioteca Comunale svolge un particolare ruolo nella promozione della cultura. Da diversi anni organizza regolarmente cicli di conferenze filosofiche ospitando grandi figure della cultura italiana. Ogni incontro vede la presenza di un pubblico di centinaia di persone, provenienti da tutta la Romagna e dalle Marche.

### Eventi
- Voci nell'arena, spettacoli teatrali, la prima settimana di luglio
- Festival internazionale di interpretazione pianistica, la prima settimana di agosto.

## Infrastrutture e trasporti

### Piste ciclabili
Sul lungomare, oltre ai tratti esistenti, si stanno realizzando ulteriori tratti di pista ciclabile per dare continuità al progetto della Ciclovia Adriatica (il ramo n. 6 della rete nazionale BicItalia), che una volta completata metterà in collegamento tutte le località della costa adriatica italiana, per una lunghezza superiore ai 1000 km, favorendo la mobilità sostenibile locale e il cicloturismo durante tutte le stagioni dell'anno.

## Amministrazione
Lista dei sindaci dal Dopoguerra:
| Periodo           | Periodo           | Primo cittadino   | Partito                                                          | Carica  | Note                                  |
| ----------------- | ----------------- | ----------------- | ---------------------------------------------------------------- | ------- | ------------------------------------- |
| 1946              | 1960              | Nicola Sebastiani | Partito Comunista Italiano                                       | Sindaco | Rieletto nel 1951 e nel 1956.         |
| 1960              | 1964              | Tomaso Mulazzani  | Partito Socialista Italiano                                      | Sindaco |                                       |
| 1964              | 1970              | Nicola Sebastiani | Partito Comunista Italiano                                       | Sindaco |                                       |
| 1970              | 12 luglio 1982    | Antonio Semprini  | Partito Comunista Italiano                                       | Sindaco | Rieletto nel 1975 e nel 1980.         |
| 12 luglio 1982    | 28 settembre 1992 | Sergio Morotti    | Partito Comunista Italiano                                       | Sindaco | Rieletto il 13/8/1985 e il 10/7/1990. |
| 28 settembre 1992 | 13 giugno 2004    | Sandro Tiraferri  | Partito Democratico della Sinistra e poi Democratici di Sinistra | Sindaco | Rieletto il 24/4/1995 e il 13/6/1999. |
| 13 giugno 2004    | 7 giugno 2009     | Antonio Magnani   | Democratici di Sinistra                                          | Sindaco |                                       |
| 7 giugno 2009     | 26 maggio 2019    | Stefano Giannini  | Partito Democratico                                              | Sindaco | Rieletto il 25/5/2014.                |
| 27 maggio 2019    | in carica         | Fabrizio Piccioni | Indipendente di Sinistra e poi Partito Democratico               | Sindaco | Rieletto il 10/6/2024.                |

### Bandiera blu
Misano Adriatico è Bandiera blu FEE per le spiagge dal 1987. Dal 2000 è anche Bandiera Blu per gli approdi turistici di Portoverde.

## Sport

### Motociclismo
Nella frazione di Santa Monica si trova l'autodromo Misano World Circuit Marco Simoncelli (fino al 2006 denominato Circuito Internazionale Santamonica). Dopo la scomparsa del pilota corianese Marco Simoncelli, avvenuta il 23 ottobre 2011 durante il Gran Premio motociclistico della Malesia, tifosi ed appassionati hanno portato avanti l'idea di intitolare il circuito di Misano alla memoria del pilota. Il 2 novembre 2011 l'amministrazione del Misano World Circuit ha accolto la proposta.
I maggiori eventi che si disputano su questo circuito sono il Gran Premio motociclistico di San Marino e della Riviera di Rimini del Motomondiale ed il Gran premio di San Marino del Campionato Mondiale di Superbike.

### Ciclismo
Sul territorio comunale si svolge la seconda semitappa (una cronosquadre) della Settimana Internazionale di Coppi e Bartali. Nel 2005 e 2006 si è corso anche il Gran Premio Città di Misano-Silver Cross e le due edizioni sono state rispettivamente vinte da Guilermo Rubén Bongiorno e Daniele Bennati. Il 19 maggio 2011 c'è stato il passaggio della dodicesima tappa Giro d'Italia con l'attraversamento del comune da parte della carovana rosa dalla Strada statale 16 Adriatica alla litoranea. Dal 2022 il Misano World Circuit Marco Simoncelli ospita il Gran Premio Misano 100, gara riservata ai corridori Elite e Under 23.

### Calcio
Ha sede nel comune la società di calcio S.S. Misano fondata nel 2021, nata dalla fusione tra le associazioni sportive F.C.D. Misano e A.S.D. Vis Argentina. Tutte le squadre hanno disputato campionati dilettantistici regionali.
Le partite interne vengono disputate allo Stadio Comunale Santamonica, che ha una capacità di circa 8000 posti.
Nel 2019 è stata costituita l'Athletic Villaggio A.S.D., società avente sede nella frazione del Villaggio Argentina e militante nella Terza Categoria della Provincia di Rimini.

### Pallamano
A Misano si celebra il Festival della Pallamano, dove squadre italiane giocano oltre che nel campetto normale anche a beach handball e street handball.